# Ниша Савельїч
Ниша Савельїч (сербохорв. Niša Saveljić, чорн. Ниша Савељић, нар. 27 березня 1970, Тітоград) — югославський футболіст, що грав на позиції захисника.
Виступав, зокрема, за клуб «Партизан» та «Бордо», а також національну збірну Югославії, з якою був учасником чемпіонату світу та Європи.

## Клубна кар'єра
У дорослому футболі дебютував 1988 року виступами за команду «Будучност» з рідного міста Тітоград, в якому провів п'ять сезонів, взявши участь у 71 матчі чемпіонату. Згодом з 1993 по 1997 рік грав у складі команд клубів «Хайдук» (Кула) та «Партизан», вигравши з останнім два чемпіонати Югославії поспіль.
Своєю грою за останню команду привернув увагу представників тренерського штабу французького «Бордо», до складу якого приєднався 1997 року. Відіграв за команду з Бордо наступні чотири сезони своєї ігрової кар'єри. За цей час у 1999 році виборов титул чемпіона Франції та став володарем національного Суперкубка, а за рік до того став фіналістом кубка французької ліги.
Втім основним гравцем Савельїч не став і на початку 2001 року повернувся на правах оренди в «Партизан», де дограв сезон 2000/01, вигравши Кубок Югославії, після цього знову став виступати у Франції за клуби «Сошо», «Бастія», «Генгам» та «Істр», при цьому з двома останніми Ниша вилітав з Ліги 1.
У липні 2005 року Савельїч знову став гравцем «Партизану», підписавши дворічну угоду. У травні 2006 року на тренуванні в зіткненні з одноклубником Данко Лазовичем отримав серйозну травму, в результаті якої у серпні того ж року розірвав контракт з клубом і завершив кар'єру.

## Виступи за збірну
Виступав за молодіжну збірну Югославії, з якою став фіналістом молодіжного чемпіонату Європи 1990 року.
31 січня 1995 року дебютував в офіційних іграх у складі національної збірної Югославії в матчі Кубка Карлсберга проти збірної Гонконгу (3:1) і в підсумку допоміг своїй збірній святкувати перемогу на цьому товариському турнірі.
У складі збірної був учасником чемпіонату світу 1998 року у Франції, зігравши лише у матчі 1/8 фіналу проти Нідерландів, замінивши на 78-ій хвилині Синишу Михайловича. Через два роки вже як основний гравець поїхав на чемпіонат Європи 2000 року у Бельгії та Нідерландах, зігравши у трьох з чотирьох матчів збірної на турнірі. Після чемпіонату Європи завершив міжнародну кар'єру.
Протягом кар'єри у національній команді, яка тривала 7 років, провів у формі головної команди країни 33 матчі, забивши 1 гол — 15 листопада 1995 року в товариській грі проти Мексики (1:4).

## Титули і досягнення
- Чемпіон Югославії (2):

«Партизан»: 1995-96, 1996-97
- Володар Кубка Югославії (1):

«Партизан»: 2000-01
- Чемпіон Франції (1):

«Бордо»: 1998-99

## Особисте життя
Савельїч також має французьке громадянство. Він є батьком Ніколаса Савельїча, гравця у водне поло. Також має двоюрідного брата Естебана Савельїча, що є аргентинсько-чорногорським футболістом.